# Carichí
Carichí é um município do estado de Chihuahua, no México.